# Good Girl Gone Bad Live

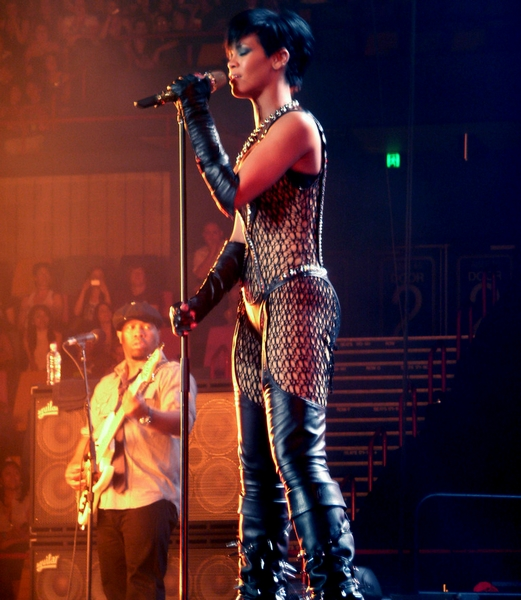
Concert de Rihanna et Chris Brown, Brisbane Entertainment Centre, 2008

Good Girl Gone Bad Live est un DVD du concert de Rihanna enregistré le 6 décembre 2007 lors de son concert à Manchester pendant sa tournée Good Girl Gone Bad Tour.
Il comporte en plus un documentaire de 15 minutes racontant la vie de Rihanna en tournée.

## Chansons
1. Pon de Replay
2. Break It Off
3. Let Me
4. Rehab
5. Breakin' Dishes
6. Is This Love
7. Kisses Don't Lie
8. Scratch
9. SOS
10. Good Girl Gone Bad
11. Hate That I Love You
12. Unfaithful
13. Sell Me Candy
14. Don't Stop the Music
15. Push Up On me
16. Shut Up and Drive
17. Question Existing
18. Umbrella